# Società Sportiva Ternana 1946-1947
Questa voce raccoglie le informazioni riguardanti la Società Sportiva Ternana nelle competizioni ufficiali della stagione 1946-1947.

## Rosa
| N. |                   | Ruolo | Calciatore            |
| -- | ----------------- | ----- | --------------------- |
|    | Italia (bandiera) | C     | Ancillotto Ancillotti |
|    | Italia (bandiera) | A     | Eolo Andreani         |
|    | Italia (bandiera) | C     | Nicola Bruscantini    |
|    | Italia (bandiera) | D     | Mario Caciagli        |
|    | Italia (bandiera) | D     | Luigi Caldarulo       |
|    | Italia (bandiera) | A     | Franco Cardinali      |
|    | Italia (bandiera) | A     | Oreste Cioni          |
|    | Italia (bandiera) | A     | Elvezio D'Orazi       |
|    | Italia (bandiera) | C     | Michele Guainazzi     |

| N. |                   | Ruolo | Calciatore       |
| -- | ----------------- | ----- | ---------------- |
|    | Italia (bandiera) | D     | Romolo Lestini   |
|    | Italia (bandiera) | A     | Luciano Maran    |
|    | Italia (bandiera) | C     | Franco Moretti   |
|    | Italia (bandiera) | A     | Armando Mozzetta |
|    | Italia (bandiera) | P     | Mariano Pazzi    |
|    | Italia (bandiera) | C     | Orlando Strinati |
|    | Italia (bandiera) | A     | Ferrero Tossio   |
|    | Italia (bandiera) | P     | Luigi Ukmar      |

## Statistiche

### Statistiche di squadra
| Competizione | Punti | In casa | In casa | In casa | In casa | In casa | In casa | In trasferta | In trasferta | In trasferta | In trasferta | In trasferta | In trasferta | Totale | Totale | Totale | Totale | Totale | Totale | DR |
| Competizione | Punti | G       | V       | N       | P       | Gf      | Gs      | G            | V            | N            | P            | Gf           | Gs           | G      | V      | N      | P      | Gf     | Gs     | DR |
| ------------ | ----- | ------- | ------- | ------- | ------- | ------- | ------- | ------------ | ------------ | ------------ | ------------ | ------------ | ------------ | ------ | ------ | ------ | ------ | ------ | ------ | -- |
| Serie B      | 41    | 16      | 13      | 3       | 0       | 31      | 10      | 16           | 5            | 2            | 9            | 16           | 34           | 32     | 18     | 5      | 9      | 47     | 44     | +3 |

### Statistiche dei giocatori
| Giocatore      | Serie B  | Serie B |
| Giocatore      | Presenze | Reti    |
| -------------- | -------- | ------- |
| A. Ancillotti  | 20       | 1       |
| E. Andreani    | 1        | 0       |
| N. Bruscantini | 22       | 4       |
| M. Caciagli    | 31       | 0       |
| L. Caldarulo   | 3        | 0       |
| F. Cardinali   | 32       | 19      |
| O. Cioni       | 15       | 1       |
| E. D'Orazi     | 32       | 4       |
| M. Guainazzi   | 25       | 0       |
| R. Lestini     | 31       | 0       |
| L. Maran       | 6        | 0       |
| F. Moretti     | 23       | 3       |
| A. Mozzetta    | 24       | 6       |
| M. Pazzi       | 12       | -19     |
| O. Strinati    | 24       | 0       |
| F. Tossio      | 31       | 8       |
| L. Ukmar       | 20       | -25     |